# BBC Борьба за жизнь
«Борьба за жизнь» — британский телесериал, который исследует человеческий организм и способы его борьбы за выживание в опасных ситуациях при помощи новых технологий, компьютерной графики и специально смонтированных кадров. Сериал описывает шесть этапов в жизни: рождение, детство, юность, зрелость, средний возраст и старость.

## Эпизоды

### Рождение
Данный эпизод объясняет, что рождение — самый опасный момент в жизни, и в процессе родов риску подвергаются и мать, и ребёнок. Он изображает двухчасового новорождённого, уже находящегося на пороге смерти, который страдает синдромом аспирации мекония в результате попадания экскрементов в лёгкие до или во время родов. Программа также наблюдает за женщиной, которая нуждается в кесаревом сечении, потому что её ребёнок находится в тазовом предлежании, но операция проходит крайне сложно, поскольку пуповина оборачивается вокруг шеи ребёнка.

### Детство
По мере развития организма человека он всегда подвергается риску смертельных заболеваний, но организм ребёнка имеет определённые особенности, которые возвращают их с грани смерти. Этот эпизод следует за мальчиком с деформированным сердцем, которое может остановиться в любое время. Единственный способ спасти его — пересадка сердца, битва со временем, так как тело может выжить только так долго, как сможет искусственное сердце. Другой пациент страдает серьёзными приступами астмы, и его тело зависит только от своей собственной иммунной системы для борьбы за выживание, чтобы открывать дыхательные пути.

### Юность
Поскольку подростки во время пубертатного периода сильно рискуют, это может быть очень опасное время между детством и зрелостью. Один пациент является жертвой двух потенциально смертельных ножевых ранений — одно из которых поразило слизистую оболочку лёгкого. Хирурги выполняют экстренный дренаж лёгких, чтобы уменьшить давление на них и предотвратить затруднение дыхания. Две девушки обратились на A&E после алкогольного отравления чтобы при помощи компьютерных технологий исследовать нанесённый ущерб. Другой пациент сломал две кости в ноге, перерезав главную артерию, и врачи борются, чтобы спасти его ногу с оставшимися кровеносными сосудами.

### Зрелость
В это время человеческий организм находятся в самом сильном состоянии. Программа следует за женщиной с врождённым пороком сердца, когда она перенапрягается, чтобы родить ребёнка, и она расходует все силы. Ещё одна женщина была сбита автомобилем и получила несовместимые с жизнью травмы. Медики сражаются в жизненно важный первый час за её жизнь. Скотт, другой пациент, имеет неизлечимое заболевание печени. Его единственный вариант — это донорство от его двоюродного брата и 17-часовая операция, поскольку она проводится с использованием поразительной компьютерной графикой.

### Средний возраст
В этом возрасте всё начинает постепенно идти на спад. У пациента есть опасная для жизни аневризма в крупном кровеносном сосуде, поскольку он разбухает так сильно, что может лопнуть в любое время, это убьёт его. Врачи пытаются выиграть время, чтобы заменить поражённый сосуд искусственным. У Кристины наблюдается опасный уровень углекислого газа в крови, вызванный годами курения, который отравляет ей мозг. Медики не уверены, смогут ли они спасти её вовремя. Джон страдает сердечной недостаточностью, в итоге он остаётся с потенциально смертельно слабым сердцем. Его последняя надежда — это роботизированный кардиостимулятор. Мозг пациента с инсультом исследуется, чтобы выяснить, по какой причине его поразил инсульт и способы, которые уберегут его от рецидива в будущем.

### Старость
Несмотря на замедление реакции организма, он всё ещё может сопротивляться болезням, как показывает компьютерная графика. Джеффри пришёл на A&E со сгустком крови размером с рисовое зерно в одной из вен, питающих его сердце, он страдает от повторяющихся остановок сердца. Вера ошеломлена и озадачена подозрениями на травму головы после падения. Она спешит на рентген, чтобы оценить повреждение. Лен прибывает в A&E с сильными болями в животе. Ему ставят диагноз некроз кишечника, который означает нарушение кровообращения, вследствие чего ткань отмирает. Ему требуется срочная операция, в то время как он уже страдает эпилепсией, артритом, замедленным сердцебиением и сосудистыми заболеваниями. Консультант сообщает ему, что есть очень мало шансов на успешный исход операции. Восьмидесятитрёхлетний Лен решил не делать операцию и умереть от кишечной инфекции, поразившей его организм. Его кровяное давление падает, дыхание становится более поверхностным, и, наконец, его лёгкие, а затем его сердце и мозг отключаются навсегда, прекращая борьбу за жизнь.

## Международный показ
| Страна    | Телесеть      | Дата премьеры        | Время в эфирной сетке | Статус   |
| --------- | ------------- | -------------------- | --------------------- | -------- |
| Австралия | Channel Seven | 23 августа 2007 года | Четверг, 20:30        | Завершён |